# Ростовская-на-Дону городская дума
Ростовская-на-Дону городская дума — представительный орган местного самоуправления города. Депутаты городской думы избираются на пять лет в количестве 40 человек по смешанной системе.
Заседания городской думы проходят в Здании городской думы, построенном в 1899 году по проекту архитектора А. Н. Померанцева и ставшем одной из главных архитектурных достопримечательностей города.

## История и формирование
Орган местного самоуправления в Ростове-на-Дону существует с советских времен и претерпел несколько этапов развития и реформ в постсоветский период.
Первое заседание возрожденной Ростовской-на-Дону городской Думы состоялось 19 апреля 1994 года.
Выборы депутатов и структура Думы периодически изменялись в зависимости от масштабов муниципального образования и изменений законодательства.

## Состав
В составе городской думы 40 депутатов. Из них 30 депутатов избираются по одномандатным избирательным округам, остальные — по партийным спискам. Депутаты VII созыва были избраны на срок 5 лет

## Процедура и требования к кандидатам
- Депутаты избираются на муниципальных выборах сроком на 5 лет.
- Избрание происходит по смешанной системе: 30 депутатов избираются по одномандатным округам, остальные — по партийным спискам в условиях пропорционального представительства.
- Право участвовать в выборах имеют граждане Российской Федерации, достигшие 18 лет, обладающие активным и пассивным избирательным правом в соответствии с муниципальным законодательством.
- Председателя и других руководителей Думы избирают депутаты из своего состава[3].